# Gruber–De Gasperi-egyezmény
A Gruber–De Gasperi-egyezményt (németül: Gruber-De-Gasperi-Abkommen, olaszul: Accordo De Gasperi-Gruber), más neveken párizsi egyezményt (Pariser Abkommen / accordo di Parigi) vagy Dél-Tirol-egyezményt (Südtirol-Abkommen) 1946. szeptember 5-én írták alá az Olasz Köztársaság és Osztrák Köztársaság képviselői, a párizsi békekonferencia keretében. A kétoldalú szerződés garanciákat tartalmaz az észak-olaszországi Trentino-Déltirol régió német ajkú lakosság kulturális sajátosságának, identitásának megőrzéséről és védelméről. Az egyezményt Karl Gruber osztrák külügyminiszter és Alcide De Gasperi olasz miniszterelnök írta alá. Ez az egyezmény lett az alapja a mai dél-tiroli autonómiának.

## Előzmények

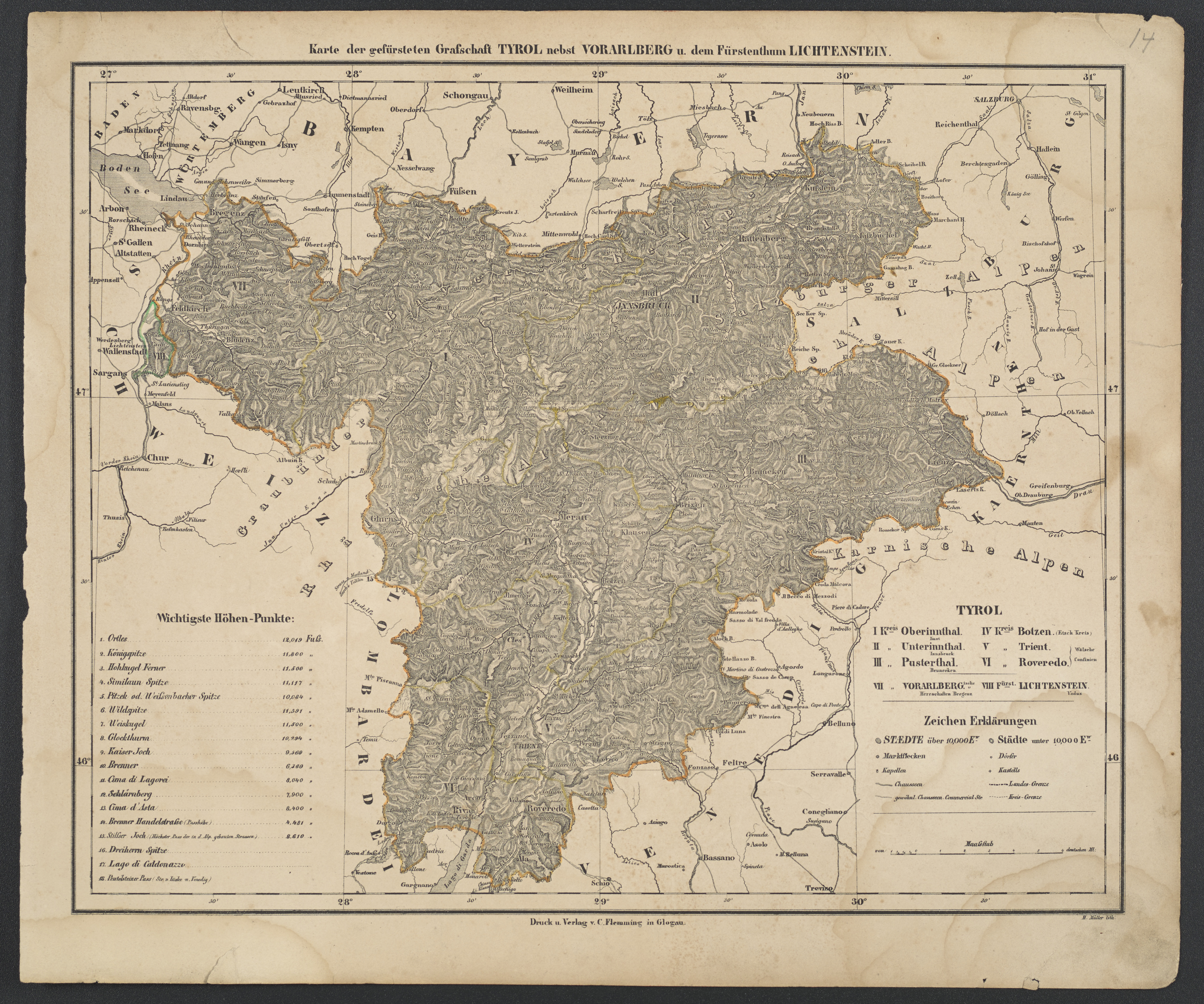
Tirol Hercegesített Grófság térképe, 1845 (Vorarlberggel és Liechtenstein Hercegséggel együtt)

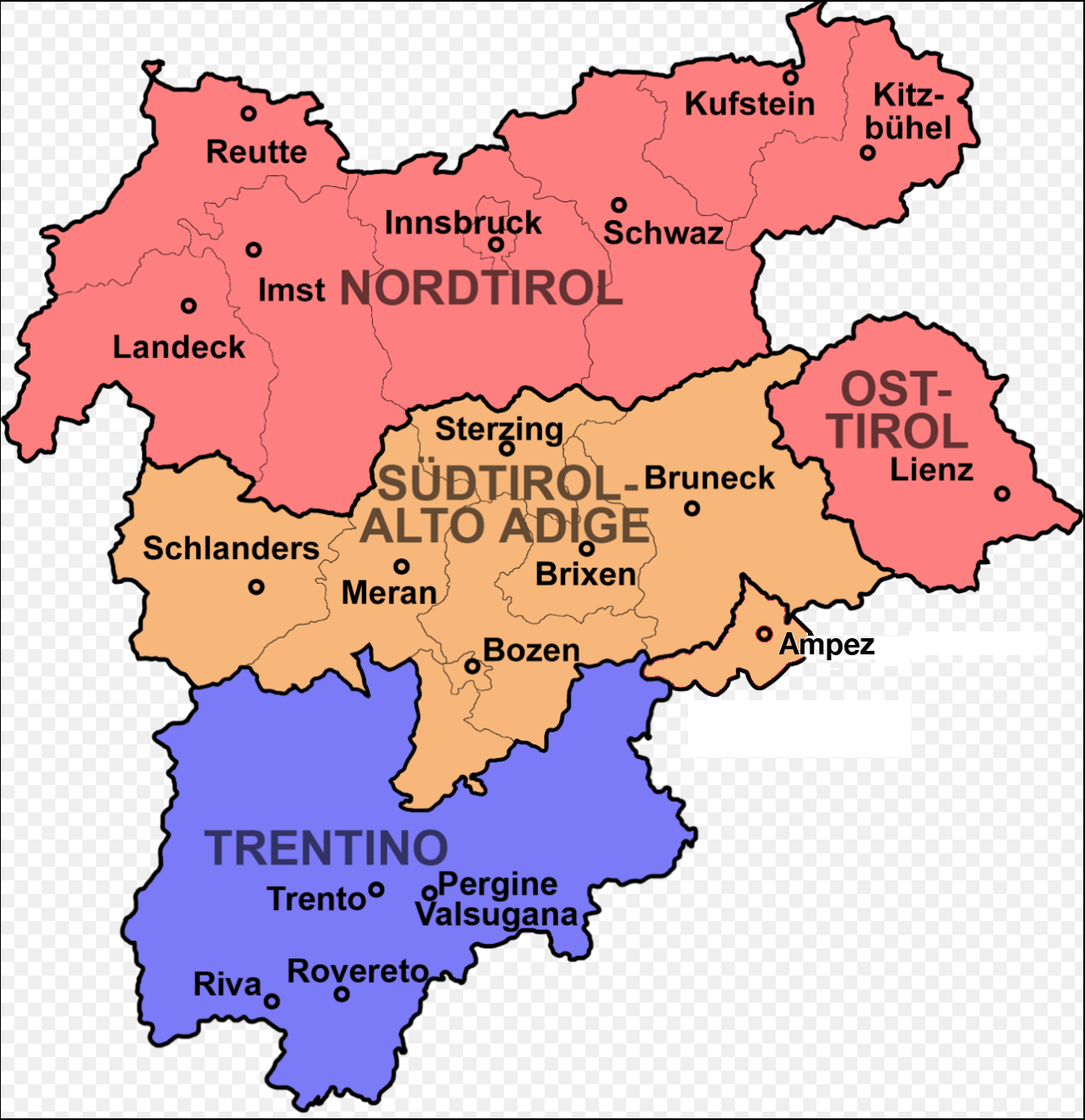
Az egykori Tirol területének felosztása 1918 után:
Piros = Észak- és Kelet-Tirol, Ausztriában maradt,
narancs = Dél-Tirol (Bolzano megye), Olaszország annektálta,
kék = Trentino (Trento megye), Olaszország annektálta.
Megjegyzés: „Ampez” = Cortina d’Ampezzo, Venetóhoz csatolva.

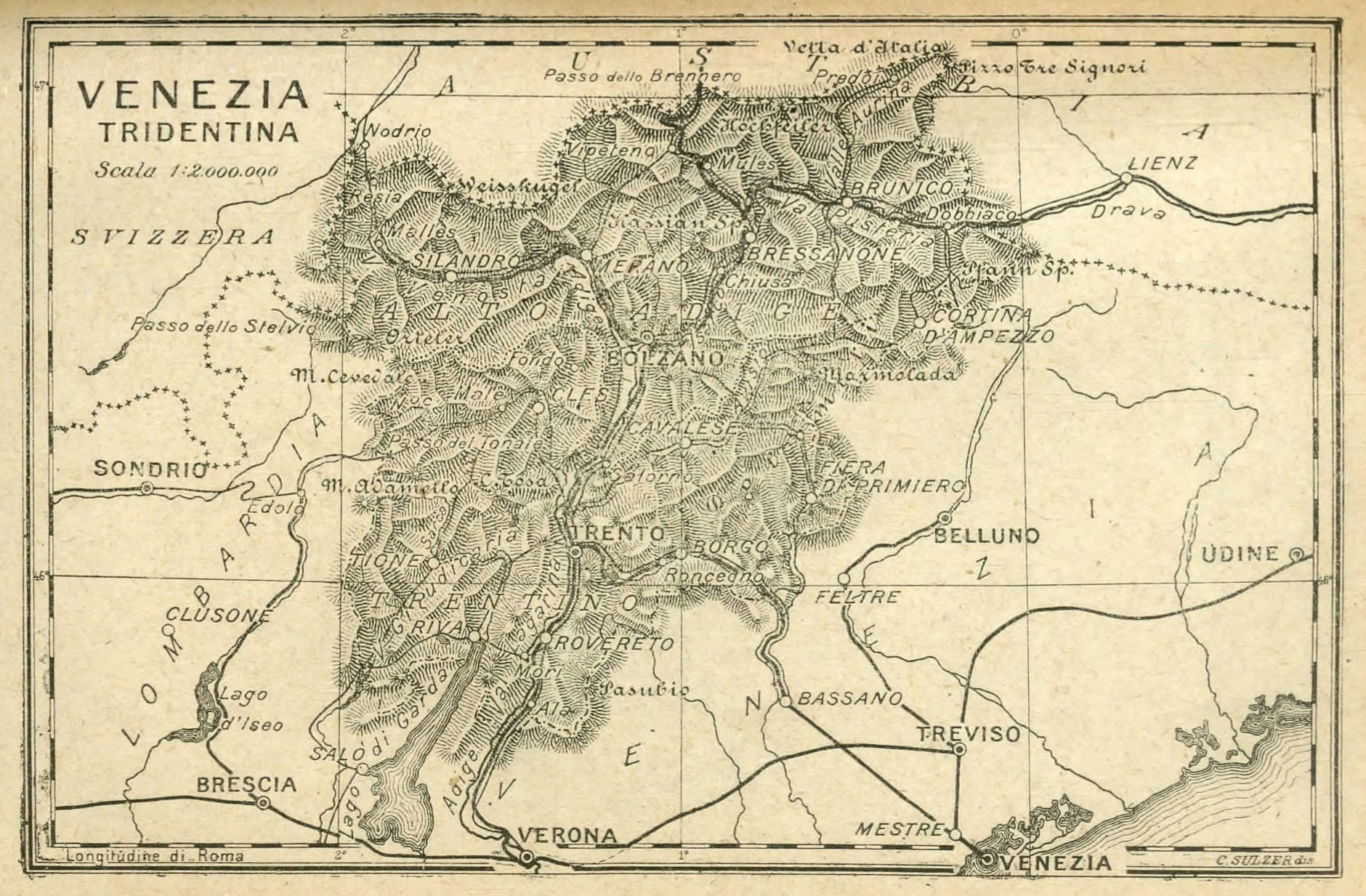
Venezia Tridentina: az 1919-ben Olaszországhoz került Dél-Tirol és Trentino térképe, 1921

Az első világháború második évében, 1915. április 26-án az Olasz Királyság kormánya hosszú alkudozás után Londonban titkos szövetségi szerződést kötött az antant hatalmak – Nagy-Britannia, Franciaország és az Orosz Birodalom – kormányaival.
A titkos londoni egyezményben Olaszország vállalta, hogy az antant oldalán hadba lép a központi hatalmak ellen, ennek fejében ígéretet kapott, hogy a háború után elfoglalhatja az Osztrák–Magyar Monarchia területeit a Brenner-hágótól délre, elsősorban a Tirol Hercegesített Grófság részét képező Trentino tartomány egészét és Tirol koronatartomány déli felét. A Monarchia széthullása után, az 1919-es saint-germaini békeszerződés értelmében az Osztrák Császárság romjain megalakult Német-Ausztria megtarthatta Észak- és Kelet-Tirolt, míg a Brennertől délre, a mai Dél-Tirolt és egész Trentinót az Olasz Királysághoz csatolta.
1922-ben Olaszországban a fasizmus került hatalomra, Benito Mussolini vezetése alatt. Állami rendelkezésre Dél-Tirolban megkezdték a nem-olasz ajkú többségi lakosság – a német-osztrákok és a ladinok – szisztematikus háttérbe szorítását, marginalizálását, mind kulturális, mind gazdasági téren. Erőteljes olaszosításba kezdtek, betiltották a német és ladin nyelvű iskolai oktatást, a hivatalokban korlátozták a többségi nyelv használatát. Csak olasz nyelvű sajtótermékek megjelenését engedélyezték. 1938-ban bekövetkezett az Anschluss, Ausztriát a Német Birodalom, a fasiszta Olaszország szövetségese bekebelezte. A dél-tiroli német lakosság azonban hiába remélte az elcsatolt területek visszacsatolását, Hitler fontosabbnak tartotta az olasz katonai szövetség fenntartását. 1939-ben Hitler és Mussolini megkötötték a dél-tiroli áttelepítési egyezményt, az ún. „Opciót”, amely választás elé állította a dél-tiroli német nyelvű lakosokat: vagy átköltöznek a német birodalmi igazgatás alá került Tirolba, vagy helyben maradnak és alávetik magukat az állam olaszosító törekvéseinek. A két diktátor tervei szerint a németajkú lakosság átköltöztetésével Dél-Tirol el-olaszosítása kiteljesedett volna. A tervezettnél kevesebben költöztek át a (volt) Ausztriába. A háború második felében, 1943–1945 között Dél-Tirolt a német Wehrmacht szállta meg, és Alpenvorland néven katonai műveleti területté tette.
A kivándorolt dél-tiroliak zöme a náci és fasiszta diktatúrák összeomlása után visszaköltözött szülőhelyére, az Olasz Királysághoz tartozó Dél-Tirolba. A németajkú lakosság nagy része ezután azt követelte, hogy a tartományt csatolják hozzá a helyreállított (Második) Osztrák Köztársasághoz. Tirol újraegyesítése (azaz Ausztriához visszacsatolása) ellen azonban vétót emelt a négy győztes szövetséges hatalom, az USA, Nagy-Britannia, a Szovjetunió és Franciaország, mert a háború utáni politikai átrendezést és ezen belül Dél-Tirol problémakörének (németül: Südtirolfrage) kezelését is már erősen meghatározta a kialakulóban lévő hidegháborús helyezkedés. A (volt) szövetségeseket kibékíthetetlen politikai ellentétek osztották meg, minden területi rendezésről már ennek jegyében tárgyaltak. A nagyhatalmak egyikének sem állt érdekében, hogy Olaszországtól területi engedményeket követeljen Ausztria javára. Csak abban tudtak megegyezni, hogy az olasz államot rávegyék, adjon szerződéses garanciákat Dél-Tirol (és más megszerzett osztrák területek) németajkú etnikai kisebbségének védelmére.

## A tárgyalások kritikus pontjai

Trentino-Alto Adige (Trentino-Dél-Tirol) olasz régió

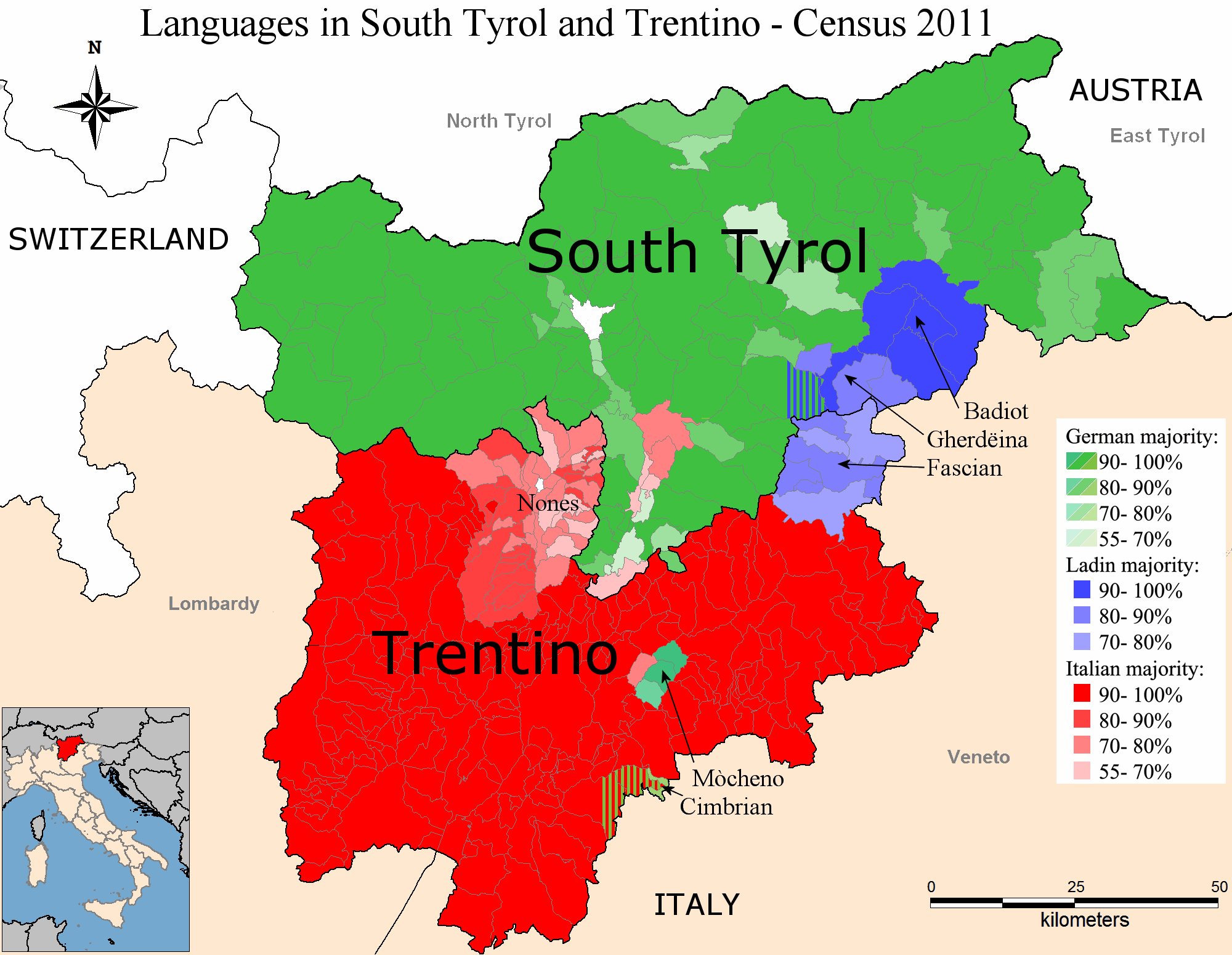
Nyelvi megoszlás Dél-Tirolban és Trentinóban (2012)

Az olasz–osztrák tárgyalásokat az 1946-os párizsi békekonferencia keretében tartották. Alcide De Gasperi trentinói származású kereszténydemokrata politikus, az Olasz Köztársaság miniszterelnöke és ideiglenes államfője a tárgyalások kezdetén Olaszország londoni nagykövetét, Nicolo Carandinit küldte személyes megbízottjaként a tárgyaló delegáció élére. Osztrák részről Karl Gruber külügyminiszter, a nyugati osztrák tartományok (Tirol, Vorarlberg) ideiglenes tartományi elöljárója és képviselője vezette a tárgyalásokat.
Gruber először azt a törekvést képviselte, hogy az Osztrák–Magyar Monarchiától elszakított, többségében németajkúak által lakott Dél-Tirolt csatolják vissza az Osztrák Köztársasághoz. De Gasperi azonban ragaszkodott Dél-Tirol státusnak megváltoztathatatlanságához, és fenntartotta a Dél-Tirol teljes területére irányuló területi igényét. Ehelyett területi autonómiát helyezett kilátásba Trentino-Dél-Tirol egyesített tartomány lakói számára. A megegyezést a nagyhatalmak közül különösen Nagy-Britannia sürgette. Számos fenntartása ellenére Gruber végül elfogadta De Gasperi javaslatát. A Dél-Tirolról szóló kétoldalú osztrák–olasz megállapodást, melyet aláíróiról Gruber–De Gasperi-egyezménynek neveztek, 1946. szeptember 5-án írták alá Párizsban.
A szerződés egyik legvitatottabb pontja, amelyet az osztrákok „elrejtett aknának” tartottak, az egyezmény területi hatálya volt. Ausztria a szűkebb értelemben vette Dél-Tirol (a mai Bolzano autonóm megye számára követelt a területi autonómiát, az Olaszország által képviselt megoldás viszont az egykori Tirol történelmi tartomány Olaszországhoz csatolt teljes területére, azaz a Trentinót is tartalmazó teljes Venezia Tridentina tartományra értelmezte. Venezia Tridentina magában foglalta a világháborúban megszerzett, Brenner-hágótól délre fekvő összes egykori tiroli területet. A közös tartomány névadása az olasz irredentizmusra és a venetói nacionalizmusra vezethető vissza. Venezia Tridentina tartományon belül Bolzano és Trento tartományok szétválasztása 1927-ben történt meg. Bolzano megye a fasizmus erőteljes olaszosító politikája ellenére német többségű maradt, Trentino lakosságának többsége viszont olasz volt és maradt. Venezia Tridentina tartományból 1948-ban megalakult a ma ismert Trentino-Alto Adige régió. A két megyét egyazon régión belül, tudatosan együtt tartották. Ezzel a manőverrel a római kormányzat erőteljes olasz többséget biztosított a régióban. Mintegy 200 000 németajkú dél-tiroli és kb. 500 000 olasz ajkú trentinói került közös politikai régióba, ezzel a német pártok játéktere és a német nyelvű kisebbségnek ígért jogok alkalmazhatósága jelentősen beszűkült.

## A szerződés aláírói
- Karl Gruber (1909–1995), az Osztrák Köztársaság külügyminisztere, Osztrák Néppárt
- Alcide De Gasperi (1881–1954), az Olasz Köztársaság miniszterelnöke, Olasz Kereszténydemokrata Párt

## A szerződés tartalma

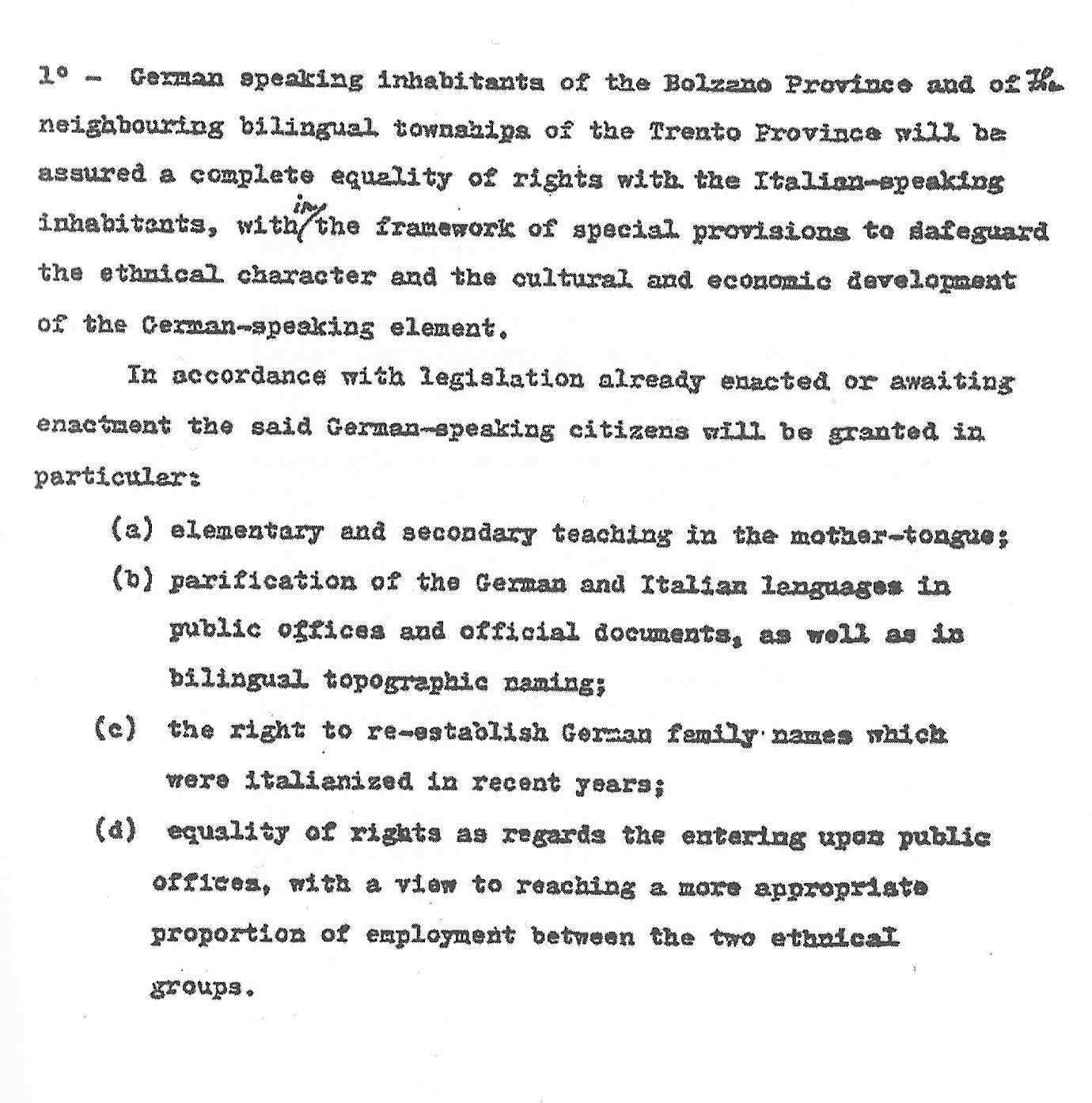
Az 1946. szeptember 5-én aláírt „párizsi megállapodás” első lapja

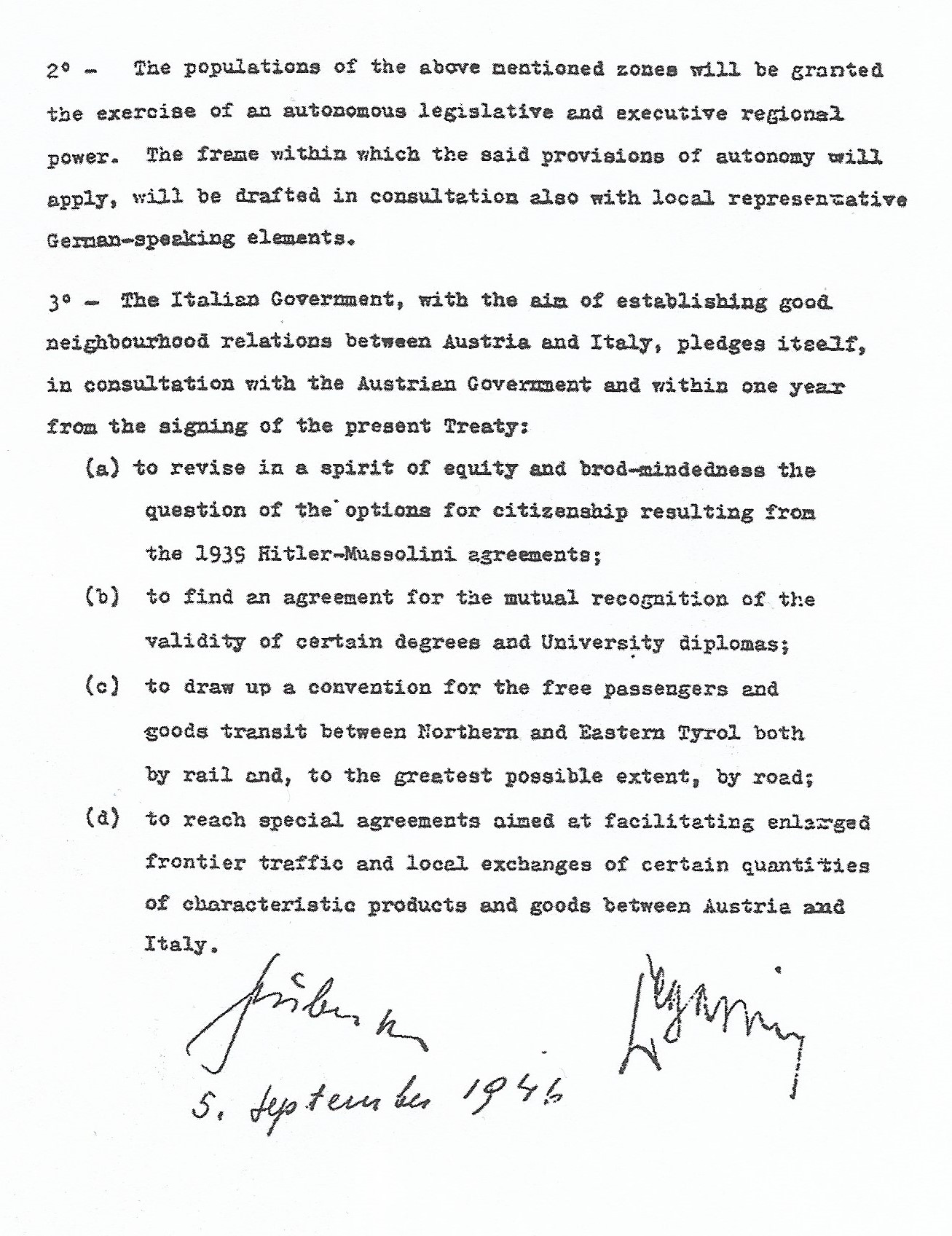
A megállapodás második lapja Alcide De Gasperi és Karl Gruber saját kezű aláírásával

Bozen (Bolzano) megye németajkú lakosait és a szomszédos Trient (Trento) megye kétnyelvű helységeinek német ajkú lakosait az olasz ajkú lakossággal teljesen megegyező jogok („complete equality of rights”) illetik meg, olyan különleges intézkedések keretében, melyek révén a lakosság német ajkú csoportjainak saját népi karaktere, valamint kulturális és gazdasági fejlődése védettséget kapjon. A már meghozott vagy előkészítés alatt álló törvényhozási intézkedésekkel összhangban a német anyanyelvű (olasz) állampolgárok számára különösen a következőket kell biztosítani: 
1. 1. Elemi és középiskolai oktatás az anyanyelven;
  2. a német és olasz nyelvek használatának egyenlővé tétele a közhivatalokban és közokiratokban, valamint a kétnyelvű helységnevekben;
  3. jogosultság az utóbbi években olaszosított családnevek helyreállítására;
  4. egyenjogúság a közhivatalok betöltésének tekintetében azzal a céllal, hogy a tisztségek a két népcsoport között a megfelelő arányban oszolojanak meg.
2. A fent említett két terület lakossága számára biztosítani kell az autonóm regionális törvényhozó és végrehajtó hatalmi intézményeket. Ezen autonómia-intézkedések alkalmazási kereteit a helyi német ajkú lakosság képviselőivel is meg kell tárgyalni, és ennek alapján meghatározni.
3. Az Ausztria és Olaszország közötti jószomszédi viszony helyreállításának szándékától vezetve az olasz kormány jelen szerződés aláírásától számított egy éven belül, az osztrák kormánnyal egyeztetve kötelezi magát, hogy:
  1. a méltányosság és a jóakarat szellemében felülvizsgálja azokat az állampolgársági opciókat, melyek az 1939-es Hitler–Mussolini megállapodásból erednek;
  2. megállapodást köt, melynek keretében elérhető bizonyos akadémiai fokozatok és egyetemi diplomák érvényességének kölcsönös elismerése;
  3. megállapodást dolgoz ki, mely biztosítja az Észak- és Kelet-Tirol közötti átmenő személy- és áruforgalom szabadságát vasúton, és a lehető legszélesebb mértékben közúton is.;
  4. külön megállapodásokat köt, melyek megkönnyítik a határsávban zajló forgalom kiterjesztését és külön megadott árucikkek és gyártmányok bizonyos mennyiségének helyi cseréjét Ausztria és Olaszország között.

## A szerződés alkalmazása
Az olasz kormány igyekezett az autonómia gyakorlati érvényesülését szűkíteni. 1948-ban az olasz törvényhozás (De Gasperi miniszterelnök beterjesztésére) egyesítette Bolzano tartományt (azaz a szűkebb értelemben vett Dél-Tirolt) és az olasz többségű Trentino tartományt, létrehozva az egyesített Trentino-Dél-Tirol (Trentino-Alto Adige) autonóm közigazgatási régiót, törvénybe foglalta az ún. „első autonómia-statútumot” (az első Dél-Tirol-törvénycsomagot). Olaszország ezzel hivatalosan teljesítettnek tekintette az 1946-os Gruber–De Gasperi-egyezmény előírásait, melynek hatálya az így egyesített közös régió egészére kiterjedt.
A német és ladin ajkú dél-tiroli lakosság politikai képviselői azonban ezt a megoldást elfogadhatatlannak találták. A következő két és fél évtizedben egyfelől radikális – terrorakciókat sem nélkülöző – tömegmozgalom bontakozott ki, másfelől intenzív politikai tárgyalássorozat folyt Dél-Tirol autonómiájának eléréséért. A tárgyalásokba ismét bevonták Ausztriát is. 1972-ben végül sikerült elérni, hogy az olasz parlament hatályba léptesse az ún. „második autonómia-statútumot” (azaz a második Dél-Tirol-törvénycsomagot). Ez a törvénycsomag az 1948-asnál lényegesen szélesebb körű jogokat tartalmazott Bolzano autonóm megye és Trento autonóm megye német és ladin nyelvű lakossága javára. Ezen törvénycsomag révén a jelentősen kibővített autonóm jogosultságok legnagyobb része a Trentino-Alto Adige régió közös önkormányzatának illetékességéből átment Bolzano megye (Dél-Tirol) és Trento megye (Trentino) megyei szintű önkormányzatainak illetékességébe.

## Nemzetközi jogi jelentősége
Az 1946-os Gruber–De Gasperi-egyezmény nemzetközi jogi jelentőségét az adja, hogy hatályba lépése révén először történt meg az, hogy a dél-tiroli német és ladin nyelvű nemzetiségi lakosság javára konkrét kisebbségvédelmi intézkedéseket – mindenekelőtt az anyanyelven történő iskolai oktatás jogát, a közhivatali ügyintézésekben a kisebbségi nyelvek használatának jogát és közhiteles dokumentum kisebbségi nyelveken való kiállításának jogát  – nemzetközi szinten írásban rögzítették és garantálták.
Megjegyzendő, hogy az 1946-os párizsi egyezményben csak a német nyelvű nemzetiség szerepel, a ladin nyelvű kisebbséget nem említik. Az ő helyzetüket az olasz törvényhozás csak jóval később, 1972-ben, a „második autonómia-statútum” (a második Dél-Tirol-törvénycsomag vagy „Südtirol-Paket”) elfogadásával rendezte. Ennek gyakorlati végrehajtását az olasz közigazgatás igyekezett fékezni, a törvénycsomag összes rendelkezésének mindennapi alkalmazása 1992-ig elhúzódott. Dél-Tirol függőben lévő problémáját Ausztria folyamatosan felszínen tartotta az Európai Unióval folytatott csatlakozási tárgyalásain is. (Ausztria 1995-ben lett az Unió tagja).
Az 1946-os egyezmény további jelentősége, hogy aláírásával Olaszország elismerte Ausztriát tárgyalópartnerként Dél-Tirol kérdésében – tehát egy de jure olasz belpolitikai ügyben. Ebből a körülményből, valamint a „második autonómia-statútum” kialakításához vezető, két és fél évtizeden át folyamatosan tartó kétoldalú viták és tárgyalások sorozatából alakult ki az osztrák politikai közbeszédben az úgynevezett „védőhatalmi funkció” (Schutzmachtfunktion) vagy „védő funkció” Schutzfunktion), melyet Ausztria az olaszországi Trentino-Dél-Tirol régió német és ladin nyelvű lakossága érdekében gyakorol kétoldalú és nemzetközi fórumokon. Bár a közbeszéd és az osztrák sajtó sűrűn hivatkozik Ausztria „védőhatalom” jellegére, és a fogalom tartósan rányomja bélyegét az osztrák politikai gondolkodásra is, eközben maga a kifejezés egyetlen hivatalos okmányban sem szerepel. Az Osztrák Szabadságpárt (FPÖ) 2012-ben törvényjavaslatot nyújtott be, melyben kezdeményezte, hogy ezt a „védőhatalmi” funkciót foglalják bele az Osztrák Köztársaság alkotmányába, de a kezdeményezés megtárgyalását az osztrák törvényhozás többségi szavazással elutasította.
Az ENSZ 1497/XV. számú határozatban, melyet 1960. október 31-én fogadtak el, elismerték az 1948-as kétoldalú egyezmény nemzetközi népjogi státusát. 
A következő évben, 1961. november 28-án újabb ENSZ-határozatot fogadtak el Dél-Tirol kérdésében, mely felszólítja Olaszországot és Ausztriát, tegyenek további erőfeszítéseket, tartós megegyezés elérése céljából.
A csaknem tíz éven át tartó erőfeszítések végül elvezettek az 1969. évi ú.n. „törvénycsomaghoz és műveleti menetrendhez” ((németül)), amelyet az úgynevezett „második autonómia-statútum” (Zweites Autonomiestatut / második Dél-Tirol törvénycsomag) elfogadása követett 1971. november 10-én. Az 1. számú olasz alkotmányerejű törvény 670. számú hatályos szövege kiegészült az 1972. augusztus 1-jén kelt „második autonómia-statútum” szövegével. Az 1960. óta az ENSZ előtt fekvő, lezáratlan államközi vitát elsőként Ausztria kormánya minősítette befejezettnek, 1992. június 11-én kiadott vitalezáró nyilatkozatával (Streitbeilegungserklärung). Ezt a nyilatkozatot már az 1969. évi „műveleti menetrendben” előirányozták. A nyilatkozat szövegében az 1992-es év folyamán még formai módosításokat lehetett tenni, hogy az 1972-es „második autonómia-statútum”, az 1972 óta átvezetett módosításaival együtt egy nemzetközi népjogi egyezmény szintjére emelkedhessen. 
Ez a szabályozás lehetővé teszi, hogy a dél-tiroli autonómia szabályainak betartását Ausztria ellenőrizheti és nemzetközi fórumokon is követelheti Olaszország kormányától.
Korábban ezt a lehetőséget Olaszország hosszú időn át vitatta. Az olasz kormány alapvetően azt a felfogást képviselte, hogy nemzetközi szintű népjogi egyezmény csupán az 1948-as „első autonómia-statútumot” fedi le, mely az 1972-es másodiknál lényegesen gyengébb kisebbségvédelmi intézkedéseket tartalmaz, és minden, az 1948-as törvénycsomag után elfogadott további kisebbségégvédelmi intézkedés csupán az olasz kormány „önként nyújtott” szolgáltatása, melyre nem terjed ki az 1960-as nemzetközi népjogi egyezmény hatálya. Az olasz felfogás Ausztria és az érintett kisebbségek számára azt a kockázatot hordozta, hogy az 1948 után hozott további intézkedéseket Olaszország bármikor visszavonhatta volna, ezért Ausztria számára fontos volt, hogy az 1972-es „második autonómia-statútum” és annak későbbi kiegészítései is nemzetközi szinten „legyenek lebiztosítva”, és Ausztria ezek megsértése esetén is a nemzetközi fórumokhoz fordulhasson.
2016-ban, az egyezmény megkötésének 70. évfordulóján a megállapodást elemző és bíráló írások is megjelentek.

## További információ

### Többnyelvű
- 60 Jahre Pariser Vertrag 1946 – 2006. Das Gruber-Degasperi-Abkommen (német, olasz nyelven). Südtiroler Landesverwaltung (Provinz.Bz.it), 2006
- Hannes Obermair (2013. szeptember 4.). „Die Rechtsaltertümer vom 5. September 1946” (német nyelven). Salto, Bozen (salto.bz). (Hozzáférés: 2025. március 30.)
- Rolf Steininger: Das Gruber -De Gasperi-Abkommen vom 5. September 1946: Südtirols Magna Charta (Referat) (német, olasz nyelven) (pdf). Tag der Autonomie. Südtiroler Landesverwaltung (Provinz.Bz.it), 2021. szeptember 5.

### Magyar nyelven
- Dr. Ifj. Lomnici Zoltán: Erdélyország valósága, avagy európai minták a területi autonómiára, 2019. július 26. (Hozzáférés: 2025. március 30.)
- Szász Jenő (2015). „Integráció, autonómia és gazdaságfejlesztés  Dél-Tirol példáján keresztül” (pdf). Gazdaság & Társadalom (Journal of Economy & Society (real.mtak.hu) 7 (1-2), Kiadó: Nyugat-magyarországi Egyetem Kiadó. DOI:10.21637/GT.2015.1-2.04.. ISSN 0865-7823.
- Gulyás László (2006. december). „A kisebbségi kérdés megoldásának egy pozitív példája: Dél-Tirol esete (I.)”. Korunk. (Hozzáférés: 2025. március 30.)
- Sipos Katalin (1993). „A nyelvi kisebbségek védelme Olaszországban” (pdf). Regio - Kisebbség, politika, társadalom 4 (1). (Hozzáférés: 2025. március 30.)
- Petr Lozoviuk (1993). „Tirol – kettéosztott tartomány az egyesülő Európában?” (pdf). Regio - Kisebbség, politika, társadalom 4 (3). (Hozzáférés: 2025. március 30.)
- Maruzsa Zoltán.szerk.: Háda Béla, Ligeti Dávid, Majoros István: Ausztria és a dél-tiroli autonómia, Nemzetek és birodalmak (pdf), Budapest: ELTE, Új- és Jelenkori Egyetemes Történeti Tanszék (2010). Hozzáférés ideje: 2025. március 30.

### Német nyelven
- Herbert Miehsler. Das Südtirol-Abkommen: Entstehung, Auslegung und Wege zur Entscheidung, Der Donauraum, Band 5 (német nyelven), 125–138. o.. DOI: 10.7767 (1960. december)
- Peter Hilpold.szerk.: Siglinde Clementi – Jens Woelk: Der Südtiroler Weg völkerrechtlicher Stufenlösung im europäischen Vergleich, 1992: Ende eines Streits (német nyelven). Baden-Baden: Nomos, 109–117. o. (2003)
- Rolf Steininger. Autonomie oder Selbstbestimmung? Die Südtirolfrage 1945/46 und das Gruber-De Gasperi-Abkommen, Innsbrucker Forschungen zur Zeitgeschichte, Vol. 2 (német nyelven). Innsbruck/Wien/Bozen: Studienverlag (2008). ISBN 978-3-7065-4332-3
- Andreas Schimmelpfennig, Evi-Rosa Unterthiner.szerk.: Michael Gehler: Gescheiterte Selbstbestimmung. Die Südtirolfrage, das Gruber-De Gasperi-Abkommen und seine Aufnahme in den italienischen Friedensvertrag 1945–1947, Akten zur Südtirol-Politik 1945–1958, Band 1 (német nyelven). Innsbruck/Wien/Bozen: Studienverlag (2011)
- szerk.: Andreas Raffeiner: 70 Jahre Pariser Vertrag 1946–2016. Vorgeschichte – Vertragswerk – Zukunftsaussichten, „Schriftenreihe” Studien zum Völker- und Europarecht, Volume 143 (német nyelven). Hamburg: Dr. Kovač Verlag (2016). ISBN 978-3-8300-9284-1
- Andrea Di Michele, Andreas Gottsmann, Luciano Monzal.szerk.: Karlo Ruzicic-Kessler: Die schwierige Versöhnung. Italien, Österreich und Südtirol im 20. Jahrhundert (PDF) (német nyelven), Bozen-Bolzano University Press (bu.press) (2020)
- Gruber-De Gasperi-Abkommen. Der Pariser Vertrag im deutschen Wortlaut. Foto Gruber-Degasperi. (német nyelven). vol.at (Leser Service), 2006

### Olasz nyelven
- Paola De Gasperi, Francesco Desmaele. L’Accordo De Gasperi-Gruber nel pensiero e nell’opera di mio padre., ASIN B00IWU5O6A, Quaderni degasperiani (olasz nyelven), Trento: Fondazione Trentina Alcide De Gasperi (2011. január 1.)
- szerk.: Giovanni Bernardini: L’Accordo De Gasperi-Gruber. Una storia internazionale (olasz nyelven). Trento: FBK Press (2016). ISBN 978-88-98989-19-5
- aa.vv.. L’accordo de Gasperi Gruber sull’Alto Adige, ASIN B0728KZCMP (olasz nyelven), Presidenza Consiglio Ministri (1958. január 1.)

### Angol nyelven
- Foreign Relations of the United States, 1946, Paris Peace Conference: Documents, Volume IV.: Austro-Italian Agreement, September 5th, 1946: original English version and subsequent annexes (angol nyelven). USA Department of State, Office of the Historian (history.state.gov/historical documents), 1946. szeptember 6.

### Híradófilmek
- Fondazione Museo Storico del Trentino – History Lab: Ritagli di storia - Gli accordi De Gasperi - Gruber il 5 settembre 1946 (videóklip a szerződés 50. évfordulójára) (olasz nyelven). ildolomiti.it, 2016. április 9. (Hozzáférés: 2025. március 30.)
- Museo Storico / Motion Studio: Accadde quel giorno (puntata 28.) - L’Accordo di Parigi (olasz nyelven). YouTube.com. (Hozzáférés: 2025. március 30.)

## Fordítás
- Ez a szócikk részben vagy egészben  a   Gruber-De-Gasperi-Abkommen című német Wikipédia-szócikk ezen változatának fordításán alapul.  Az eredeti cikk szerkesztőit annak laptörténete sorolja fel. Ez a jelzés csupán a megfogalmazás eredetét és a szerzői jogokat jelzi, nem szolgál a cikkben szereplő információk forrásmegjelöléseként.